# إفونغوماب
إفونغوماب هو جسم مضاد وحيد النسيلة طورته نيوتك فارما (وهي تابعة لنوفارتس) ليستخدم في علاج داء المبيضات الإنتاني مع أمفوتيريسين ب لكن وكالة الأدوية الأوروبية رفضت تسويقه مرتين بسبب عدم موافقتها على أمان استخدامه ونوعه.
لم تثبت جدوى استخدامه لزيادة فعالية أمفوتيريسين ب لاحقاً.
اسمه التجاري كان مايكوغراب (Mycograb).